# Abílio Justiniano de Oliveira
Abílio Justiniano de Oliveira (Florianópolis, 8 de janeiro de 1872 — Rio de Janeiro, 1904) foi um jornalista e político brasileiro.
Filho de Ludovino Aprígio de Oliveira e de Dorotéa Cândida Alexandrina.
Foi deputado à Assembleia Legislativa de Santa Catarina na 3ª legislatura (1898 — 1900).
Foi um dos fundadores do Instituto Histórico e Geográfico de Santa Catarina.